# Charles II d'Alençon
Titres
Comte de Chartres
2 novembre 1328 – 26 août 1346
(17 ans, 9 mois et 24 jours)
Comte d'Alençon
16 décembre 1325 – 26 août 1346
(20 ans, 8 mois et 10 jours)
Comte du Perche
16 décembre 1325 – 26 août 1346
(20 ans, 8 mois et 10 jours)
Charles II d'Alençon dit Charles II le Magnanime, né en 1297, mort le 26 août 1346, est le deuxième fils de Charles, comte de Valois, et de Marguerite d'Anjou, et donc frère du roi de France Philippe VI de Valois. Il est comte de Chartres, du Perche et d'Alençon.

## Biographie
Il fait ses premières armes en Guyenne sous les ordres de son père et montre à son premier siège un grand courage qu'il poussa jusqu'à une aveugle témérité (1324).
À la mort de son père, le 16 décembre 1325, il reçoit le comté d'Alençon, les terres de Champrond, Châteauneuf-en-Thymerais et Senonches, ainsi que la forêt de Perche, conformément à un accord de partage fait par son père le 20 mai 1314. Son frère aîné Philippe lui remet en avril 1326 le comté d'Alençon.
Il prit part à la bataille de Cassel (1328) et à la prise de Saintes (1330). Son frère Philippe devient roi de France en 1328, mais le roi d'Angleterre Édouard III revendique la couronne et refuse l'hommage. Philippe VI le nomme lieutenant général du royaume et l'envoie mater une rébellion à Saintes, suscitée par les Anglais. Il reprend ainsi plusieurs places fortes, dont Saintes.
Il intervint ensuite en 1339 à Cambrai et en 1340 à Tournai. Le duc Jean III de Bretagne meurt en 1341 et la guerre de succession de Bretagne éclate entre sa nièce Jeanne de Penthièvre, soutenue par les Français, et Jean de Monfort, soutenu par les Anglais. Philippe VI lui donne l'Aigle qu'il a confisqué à Jean de Montfort.
Il prend part à la bataille de Crécy (26 août 1346), où il commande l'avant-garde et y est tué.

## Mariages et enfants
En avril 1314, il épouse Jeanne, comtesse de Joigny, qui meurt le 24 septembre 1336, sans postérité.
En décembre 1336, il épouse en secondes noces Marie de la Cerda (vers 1319 - 19/11/1379), dite Marie d’Espagne, dame de Lunel, fille de Ferdinand II seigneur de La Cerda (1275 - 1322 ; fils de Ferdinand Ier de Castille de La Cerda), et de Juana Núñez dite « la Palomilla » (1286-1351 ; dame de Lara). Marie de la Cerda était veuve en premières noces de Charles d'Évreux (1305-1336), comte d'Étampes (d'où Louis). On connaît au moins six enfants issus de l'union de Charles d'Alençon et de Marie de la Cerda :
- Charles III d'Alençon (1337 † 1375), comte d'Alençon, puis archevêque de Lyon ;
- Philippe d'Alençon (1339 † 1397), élu évêque de Beauvais mais il ne fut pas consacré, archevêque de Rouen, puis cardinal ;
- Pierre II le Noble († 1404), comte d'Alençon, du Perche et de Porhoët ;
- Isabelle († Poissy, 3 septembre 1379), nonne au prieuré de Saint-Louis à Poissy ;
- Robert († 1377), comte de Perche, qui épouse Jeanne de Rohan en 1374, d'où un fils : Charles (mort jeune, avant son père) ;
- Isabelle (née posthume, après. 26 août 1346).